# Aryan Chopra
Aryan Chopra (né le 10 décembre 2001 à New Delhi) est un grand maître international aux échecs indien, jeune prodige des échecs. En 2016, il réalise les normes nécessaires pour devenir grand maître international, à l'âge de 14 ans, 9 mois et 3 jours, ce qui fait de lui le deuxième plus jeune joueur d'échecs indien après Parimarjan Negi à obtenir ce titre. Il reçoit  officiellement le titre en 2017.

## Carrière
Aryan Chopra commence à jouer aux échecs à l'âge de six ans après avoir été temporairement incapable de quitter la maison à la suite d'un accident de la route. Ses parents encouragent son talent pour les échecs et lui permettent de s'entraîner avec le joueur indien Prasenjit Dutta. Son premier tournoi d'échecs est le tournoi de Dehli, qu'il remporte dans la catégorie des moins de 7 ans. En 2010, à New Delhi, il remporte le championnat du Commonwealth d'échecs dans la catégorie des moins de 10 ans. Il est alors surclassé dans cette catégorie. En juin 2011, lors du championnat d'Inde de la jeunesse qui se déroule à Ahmedabad (juin 2011), il joue dans la catégorie des garçons de moins de 11 ans, perd son match d'ouverture, et remporte ensuite huit matchs consécutifs pour terminer deuxième. La même année, il remporte à nouveau le championnat du Commonwealth dans la catégorie d'âge des moins de 10 ans. A cette époque, Aryan Chopra s'entraînait jusqu'à huit heures par jour avant chaque tournoi avec le Maître international Saptarshi Roy Chowdhury (GMI en 2013).
Aryan Chopra termine à la sixième place lors de l'Open 2015 de l'Université technique de Riga, Il réalise en même temps sa troisième norme de maître international et en obtient le titre. Lors de ce tournoi - qu'il termine invaincu - il valide également la première norme nécessaire à l'obtention du titre de grand maître international. Avec de belles performances et des victoires contre plusieurs grands maîtres, il réalise une deuxième norme de grand maître lors du 35e open de Zalakaros, en Hongrie, en mai 2016. 
Enfin, Aryan Chopra valide la troisième norme le 29 août 2016 lors du Abu Dhabi Chess Championship Masters Tournament, après notamment avoir vaincu le grand maître arménien Samvel Ter-Sahakyan. Il reçoit officiellement le titre de Grand Maître de la part de la FIDE en mars 2017.
En 2017, Aryan Chopra termine l'Abu Dhabi International Chess Festival 2017 avec 6,5 points sur 9, deuxième derrière le vainqueur du tournoi, l'Egyptien Amin Bassem, l'Anglais Nigel Short complétant le podium. Au cours de ce tournoi, il bat plusieurs grands maîtres et augmente son classement Elo de 22 points. A la dernière ronde, il remporte une victoire remarquable avec des Noirs contre le grand maître géorgien Levan Pantsulaia.